# President van Guatemala

Presidentiële standaard van Guatemala

De President van de Republiek Guatemala (Spaans: Presidente de la República de Guatemala) is het staatshoofd en de regeringsleider van de Centraal-Amerikaanse republiek Guatemala.
De president wordt voor een termijn van vier jaar in directe verkiezingen met algemeen kiesrecht gekozen zonder de mogelijkheid tot herverkiezing. De president wordt bijgestaan door een vicepresident.
De titel bestaat sinds 1839, voorheen maakte het land deel uit van de Verenigde Staten van Centraal-Amerika. De eerste president was Mariano Rivera Paz. De huidige president is Bernardo Arévalo (sinds 14 januari 2024). 